# Reserva de la biósfera Jaragua-Bahoruco-Enriquillo
La Reserva Biológica Jaraguas es una reserva compuesta por los parques nacionales Jaragua, Sierra de Bahoruco, Lago Enriquillo e Isla Cabritos. Se encuentra ubicado al suroeste de República Dominicana, con una extensión de 5,770 km². Ha sido declarada reserva mundial por la Organización de la Naciones Unidas para la Educación, la Ciencia y la Cultura (Unesco) en el año 2002. 

## Características
En la zona se conservan muestras representativas de ecosistemas naturales variados con múltiples tipos de vegetación que incluye bosques de conífera, latofoliados secos, espinosos y ribereños.
De importancia nacional e internacional están los humedales y los ecosistemas costeros y márinos. Estos ambientes sirven de refugio a un gran número de especies de plantas y animales, muchos de los cuales son excluivos del área de la reserva y otros presentan altos niveles de amenaza. 
Dentro del Zona está ubicada la Isla Alto Velo, de origen volcánico y con una extensión de un kilómetro cuadrado. Por su condición es de vital importancia para el anidamiento de aves marinas y otras especies endémicas. 

## Biosfera
Aquí se encuentran más de 400 especies de plantas como el guanito (Coccothrinax jimenezii) que es endémica de la zona y la canelilla (Pimenta haitiensis), endémica y amenazada por sobreexplotación; esta planta tiene varios usos tradicionales sobre todo en la preparación de té e infusiones. 
Los reptiles es la especie que más habita siendo endémicos en alto porcentaje y algunos de los cuales son exclusivo de este lugar. Entre ellos se conocen la lagartija pigmea de cola azul (Pholidoscelis lineolatus), un lagarto de colores llamativos, que abunda mucho en esta área. El solenodón (Solenodon paradoxus), mamífero endémico. También existe uno de los bancos del Caribe más grande de la paloma coronita (Patagioenas leucocephala), una especie amenazada por la cacería. 
En las costas del área se extienden varios humedales como la laguna de Oviedo con una superficie de 28 kilómetros cuadrados, una profundidad promedio de 1.5 metros, agua hipersalada y con 24 cayos, donde anidan importante poblaciones de aves. 
Igualmente importante en esta zona es la Bahía de la Águilas, de singular belleza escénica por sus playas de árenas blancas y acantilados, comúnmente utilizada por tortugas marinas enterrar sus huevos. Junto a Bahía de las Águilas se encuentra la playa de Cabo Rojo donde está la población juvenil de carey más grande del mundo, además de langostas, manatís y el lambí.

## Acciones de preservación
Para reducir la presión humana en la zona se han establecido áreas de amortiguamiento, principalmente en las cercanías de la Sierra de Bahoruco y en la parte terrestre del Parque nacional Jaragua. En estas áreas se promueven usos agrícolas de bajo impacto que incluyen caficultoría, agroforestería, silvicultura y turismo ecológico.